# 2535 Гяменлінна
2535 Гяменлінна (2535 Hämeenlinna) — астероїд головного поясу, відкритий 17 лютого 1939 року.
Тіссеранів параметр щодо Юпітера — 3,628.